# Morrilton (Arkansas)
Morrilton es una ciudad ubicada en el condado de Conway en el estado estadounidense de Arkansas. En el Censo de 2010 tenía una población de 6767 habitantes y una densidad poblacional de 285,95 personas por km².

## Geografía
Morrilton se encuentra ubicada en las coordenadas 35°9′20″N 92°44′20″O / 35.15556, -92.73889. Según la Oficina del Censo de los Estados Unidos, Morrilton tiene una superficie total de 23.66 km², de la cual 22.65 km² corresponden a tierra firme y (4.29%) 1.02 km² es agua.

## Demografía
Según el censo de 2010, había 6767 personas residiendo en Morrilton. La densidad de población era de 285,95 hab./km². De los 6767 habitantes, Morrilton estaba compuesto por el 77.09% blancos, el 15.83% eran afroamericanos, el 0.68% eran amerindios, el 0.75% eran asiáticos, el 0% eran isleños del Pacífico, el 3.09% eran de otras razas y el 2.56% pertenecían a dos o más razas. Del total de la población el 6.49% eran hispanos o latinos de cualquier raza.